# Poullaouen
Poullaouen is een gemeente in het Franse departement Finistère, in de regio Bretagne. De plaats maakt deel uit van het arrondissement Châteaulin. Poullaouen telde op 1 januari 2022 1.466 inwoners.
Op 1 januari 2019 werd de gemeente Locmaria-Berrien opgeheven en aan Poullaouen toegevoegd, waardoor deze het statuut van 'commune nouvelle' kreeg.

## Geografie
De oppervlakte van Poullaouen bedroeg op 1 januari 2022 71,36 vierkante kilometer; de bevolkingsdichtheid was toen 20,5 inwoners per km².

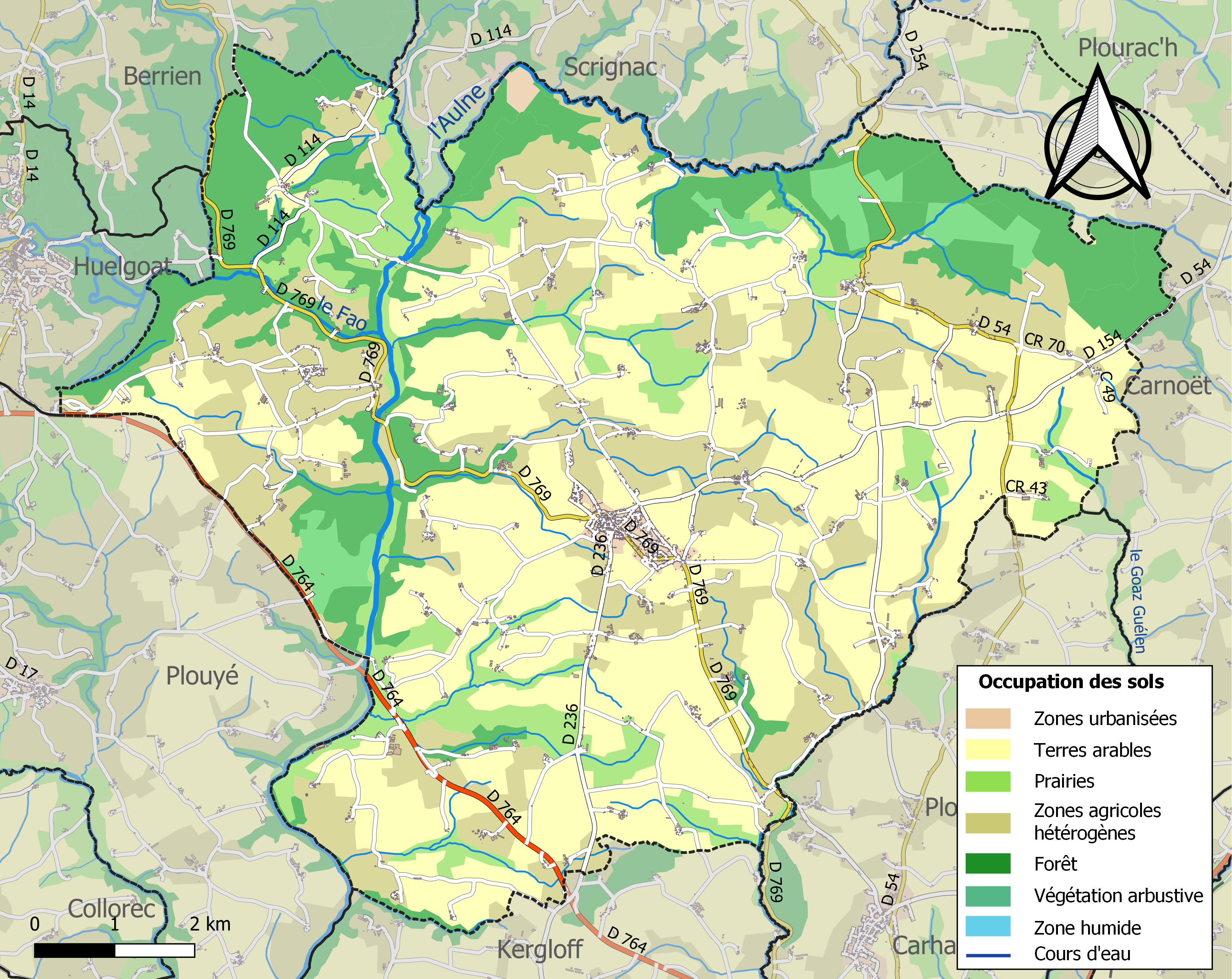
Kaart van de gemeente met belangrijkste infrastructuur, bodemgebruik en omliggende gemeenten

## Demografie
Onderstaande figuur toont het verloop van het inwonertal (bron: INSEE-tellingen).